# ボジェワ (小惑星)
ボジェワ (1654 Bojeva) は、小惑星帯に位置する小惑星である。ペラゲーヤ・シャインがソ連（現ウクライナ）のシメイズ観測所で発見した。
レニングラードにあったソビエト連邦科学アカデミー理論天文学研究所の有能なスタッフで、長年にわたり小惑星の軌道や摂動の計算を担当したニーナ・フョードロヴナ・ボジェワに因んで名付けられた。